# Марек Папшун
Марек Папшун (пол. Marek Papszun, нар. 8 серпня 1974, Варшава) — польський футбольний тренер.
Найбільш відомий як тренер «Ракува» у 2016—2023 роках, з яким став чемпіоном Польщі, дворазовим володарем Кубка Польщі, дворазовим володарем Суперкубка Польщі, а також тренером 2020, 2021 і 2022 року у Польщі за версією видання Piłka Nożna та тренер сезонів 2020/21 і 2022/23 в Екстракласі.

## Кар'єра тренера

### Рання кар'єра
У 2006 році він був тренером «Долькан» (Зомбки), а у 2009—2016 роках працював у таких клубах як «Торгувек», «Ломянки», «Легіоновія» та «Світ» (Новий-Двір-Мазовецький). З «Легіоновією» він вийшов до Другої ліги в 2013 році.

### «Ракув» (Ченстохова)

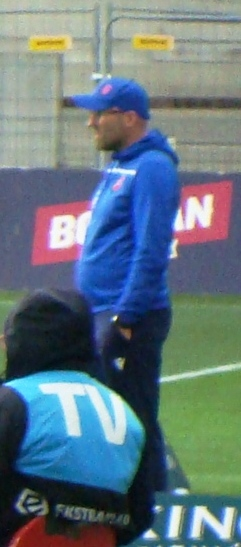
Марек Папшун (2021)

18 квітня 2016 року розпочав роботу у друголіговій команді «Ракув» з міста Ченстохова.
Разом з клубом у 2017 році вийшов до Першої ліги, а через два роки — до Екстракласи. 2 травня 2021 року під його керівництвом «Ракув» виграв Кубок Польщі, вигравши фінальний матч проти «Арки» з Гдині (2:1). У цьому ж сезоні команда посіла друге місце в чемпіонату Польщі. Також Марек отримав звання тренера 2020 року, а «Ракув» отримав звання команди 2020 року. Він також був обраний тренером Екстракласи сезону 2020/21.
17 липня 2021 року «Ракув» виграв Суперкубок Польщі, вигравши з рахунком 4:3 по пенальті у варшавської «Легії». У сезоні 2021/22 «Ракув» знову виграв Кубок Польщі та посів друге місце в чемпіонату Польщі. 9 січня 2022 року продовжив контракт із клубом до кінця сезону 2022/2023 . 9 липня 2022 року очолюваний ним «Ракув» захистив Суперкубок Польщі, вигравши з рахунком 2:0 познанський «Лех». Він вивів клуб до фази плей-оф Ліги конференцій УЄФА в сезоні 2022/23, в якому він вилетів після овертайму від чеської «Славії» (Прага).
19 квітня 2023 року під час прес-конференції було оголошено, що Марек Папшун припиняє співпрацю з клубом по завершенні сезону 2022/23, за результатами якого він привів «Ракув» до фіналу Кубка Польщі, не пропустивши жодного м'яча в іграх проти «Заглембє», «Погонь» (Щецин), «Мотор» (Люблін) і «Гурник» (Ленчна), але у фінальній грі програв 2 травня 2023 року на Національному стадіоні варшавській «Легії» (0:0 після додаткового часу, 5:6 після пенальті). У цьому ж сезоні він також виграв чемпіонат Польщі, забезпечивши собі титул за три тури до кінця сезону.

### Подальша робота
26 липня 2023 року став експертом на Canal+ Sport. Після звільнення Фернанду Сантуша у вересні 2023 року був одним із кандидатів на посаду тренера збірної Польщі, але в підсумку ним став Міхал Пробеж.

## Досягнення
- Чемпіон Польщі: 2022/23
- Переможець Першої ліги: 2018/19
- Переможець Другої ліги: 2016/17
- Віцечемпіон Польщі: 2020/21, 2021/22
- Володар Кубка Польщі: 2020/21, 2021/22
- Фіналіст Кубка Польщі: 2022/23
- Володар Суперкубка Польщі: 2021, 2022

### Індивідуальні
- Тренер року в Польщі: 2020[2], 2021[3], 2022[4]
- Тренер сезону в Екстракласі: 2020/21, 2022/23[22]
- Найкращий тренер Екстракласи: 2020/21, 2022/23
- Найкращий тренер Першої ліги: 2017/18, 2018/19
- Найкращий тренер Другої ліги: 2012/13, 2016/17

## Особисте життя
Здобув вищу історичну освіту в гуманітарній вищій школі в Ловичі. Темою його роботи була «Історія варшавського футболу після Другої світової війни, у 1945—1946 роках», під керівництвом Маріана Ожеховського. Закінчив аспірантуру з фізичного виховання, був шкільним учителем з обох предметів.